# Internationale Festivals im Reitsport 1980
Die Internationalen Festivals der olympischen Reitsportdisziplinen waren drei internationale Reitsportveranstaltungen, die im August 1980 ausgetragen wurden. Die Turniere dienten als Ersatzwettbewerbe der boykottierenden Staaten für die Olympischen Spiele 1980 und wurden daher auch als Olympische Ersatzspiele (bzw. im englischen Sprachraum als Alternate Olympics) bezeichnet.

## Hintergrund
Während des anhaltenden Kalten Krieges erwog US-Präsident Jimmy Carter im Januar 1980 als Reaktion auf den Einmarsch sowjetischer Truppen in Afghanistan erstmals öffentlich einen Boykott der an Moskau vergebenen Olympischen Spiele 1980. Als Bündnispartner der Vereinigten Staaten von Amerika unterstützte auch die Regierung Großbritanniens diese Haltung. Im April 1980 stimmte das US-amerikanische Nationale Olympische Komitee USOC für einen Boykott.
Während sich nur 42 Nationale Olympische Komitees diesem Boykott anschlossen, entschieden sich der Großteil der westeuropäischen NOK entgegen den Empfehlungen ihrer Regierungen für eine Teilnahme. Man vereinbarte eine differenzierte Form des Protests, wie die Nichtteilnahme an den olympischen Zeremonien oder das Antreten unter der Olympiafahne anstatt der eigenen Nationalflagge.
Kompliziert war die Situation für Prinz Philip, Duke of Edinburgh. Seit 1964 war er Präsident des Weltpferdesportverbands FEI und hätte in dieser Funktion auch nach Moskau fahren müssen. Die britische Premierministerin Margaret Thatcher beharrte jedoch auf einem Boykott; als Mitglied des britischen Königshauses durfte Prinz Philip die Regierungsbeschlüsse nicht unterlaufen. Der britische Reiterverband erklärte bereits früh im Jahr 1980 seinen Boykott der Spiele in Moskau. Im Rahmen des CHIO Aachen 1980 trafen sich Dressurreiter, -richter und -trainer und vertraten nach Diskussion einstimmig die Meinung, dass eine Teilnahme in Moskau unter den gegebenen Umständen nicht in Betracht käme. Von den NATO-Mitgliedstaaten entsandte nur Italien Reiter zu den Olympischen Spielen, auch die Reiter aus der neutralen Schweiz schlossen sich dem Boykott an.
Während zu dieser Zeit im Dressurreiten und in der Military zumindest die Sowjetunion auch bei Welt- und Europameisterschaften Erfolge feiern konnte, hatten im Springreiten die Staaten des Ostblocks keine große Bedeutung. Die DDR hatte nach den Olympischen Spielen 1972 die Förderung des Reitsports ganz eingestellt. Somit kam es 1980 im Springreiten zu einer Nichtteilnahme aller zu jener Zeit bedeutenden Nationen an den olympischen Wettbewerben der Disziplin. Nur 16 Springreiter aus sieben Nationen waren in Moskau am Start. Auch im Dressurreiten und der Military blieben die Starterfelder in Moskau klein.
Als Ersatz wurden in den drei olympischen Pferdesportdisziplinen sogenannte Internationale Festivals durchgeführt. Im Dressurreiten fanden die Wettbewerbe beim Goodwood International Dressage Festival statt, die Springreiter führten ihre Wettbewerbe in Rotterdam durch und die Militaryreiter starteten beim Festival international de concours complet de Fontainebleau. Die Festivals fanden an drei aufeinanderfolgenden Wochenenden statt.

## Dressurreiten: Goodwood International Dressage Festival
Den Auftakt zu den drei Festivals bildete jenes der Dressurreiter: Das Goodwood International Dressage Festival 1980 wurde vor dem Anwesen des Duke of Richmond, Goodwood House, im Süden Englands durchgeführt. Abschlusstag des Festivals war der 10. August 1980, an dem der Grand Prix Spécial ausgetragen wurde.
Im Jahr 1973 war Goodwood House erstmals Austragungsort eines internationalen Dressurturniers, 1978 wurden hier die Weltmeister im Dressurreiten ermittelt. Später fanden hier noch die Europameisterschaften 1987 statt, bevor die Dressurtradition mit Übergabe des Goodwood House an den motorsportinteressierten 11. Duke of Richmond 1993 endete.

### Mannschaftswertung Dressurreiten
In der ersten Prüfung, dem Grand Prix de Dressage, gingen 32 Reiter mit ihren Pferden an den Start. 18 von ihnen gehörten den sechs Mannschaften an, die in dieser Prüfung die Sieger der Mannschaftswertung ermittelten. Neben Einzelreitern aus weiteren Nationen waren auch vierte Reiter aus den leistungsstarken Nationen am Start. Sie zählten nicht für die Mannschaft.
Die Mannschaft der Bundesrepublik Deutschland war vor 1980 nur einmal bei Welt- und Europameisterschaften in der Mannschaftsentscheidung geschlagen worden, 1970 von der sowjetischen Dressurequipe. Auch in Goodwood wurde die bundesdeutsche Mannschaft ihrer Favoritenrolle gerecht und siegte. Doch die Entscheidung war enger als in den Vorjahren, die Schweizer kamen mit ihrem Ergebnis nah an das der deutschen Reiter heran.
| Platz                             | Land           | Reiter und Pferde                      | Punkte (Gesamt) |
| 1                                 | BR Deutschland | BR Deutschland                         | 4967            |
| --------------------------------- | -------------- | -------------------------------------- | --------------- |
|                                   |                | Uwe Schulten-Baumer jun. mit Slibowitz |                 |
| Reiner Klimke mit Ahlerich        |                |                                        |                 |
| Uwe Sauer mit Hirtentraum         |                |                                        |                 |
| 2                                 | Schweiz        | Schweiz                                | 4838            |
|                                   |                | Christine Stückelberger mit Granat     |                 |
| Ulrich Lehmann mit Widin          |                |                                        |                 |
| Amy-Cathérine de Bary mit Aintree |                |                                        |                 |
| 3                                 | Dänemark       | Dänemark                               | 4573            |
| 4                                 | Frankreich     | Frankreich                             |                 |
| 5                                 | Niederlande    | Niederlande                            |                 |
|                                   |                | Francis Verbeek mit Ivar               |                 |
| Rien van der Schaft mit Juroen    |                |                                        |                 |
| Annemarie Sanders mit Amon        |                |                                        |                 |

### Einzelwertung Dressurreiten
Die besten zwölf Reiter des Grand Prix de Dressage qualifizierten sich für den Grand Prix Spécial, der allein zur Ermittlung der Einzelmedaillengewinner diente. Während die Europameisterin des Vorjahres, Elisabeth Theurer, als einzige österreichische Reiterin in Moskau am Start war, hatte Christine Stückelberger in Goodwood die Favoritenrolle inne. Die Weltmeisterin 1978 und Vize-Europameisterin 1979 war mit ihrem Erfolgspferd Granat beim Goodwood International Dressage Festival die Siegerin der Einzelwertung.
Während im Grand Prix de Dressage Uwe Schulten-Baumer jun. auf das Ergebnis von Christine Stückelberger nur 24 Punkte Rückstand hatte, erhöhte sich dieser Abstand im Grand Prix Spécial auf fast 80 Punkte. Dennoch reichte es für Schulten-Baumer und Slibowitz für die Einzel-Silbermedaille. Auf dem Bronzerang fand sich eines der dominierenden Pferde der nächsten Jahre, der neunjährige Wallach Ahlerich, geritten von Reiner Klimke. Auch die bundesdeutsche Einzelreiterin, Gabriela Grillo, qualifizierte sich für den Spécial und schloss ihn auf Rang fünf ab.
Das jüngste Pferd im Startfeld war Marzog, mit dem Anne Grethe Jensen vier Jahre später Olympiazweite wurde. Als bestes dänisches Paar kamen sie auf Rang elf des Grand Prix Spécial.
| Rang | Reiter                   | Pferd         | Punkte |
| ---- | ------------------------ | ------------- | ------ |
| 1    | Christine Stückelberger  | Granat        | 1452   |
| 2    | Uwe Schulten-Baumer jun. | Slibovitz     | 1373   |
| 3    | Reiner Klimke            | Ahlerich      | 1345   |
| 4    | Uwe Sauer                | Hirtentraum   |        |
| 5    | Gabriela Grillo          | Ultimo        |        |
| 6    | Jennie Loriston-Clarke   | Dutch Courage |        |
| 7    | Ulrich Lehmann           | Widin         |        |
| 8    | Francis Verbeek          | Ivar          |        |
| 9    | Dominique Flament        | Vol au Vent   |        |
| 10   | Amy-Cathérine de Bary    | Aintree       |        |
| 11   | Anne Grethe Jensen       | Marzog        |        |
| 12   | Finn Saksø-Larsen        | Coq d'Or      |        |

## Springreiten: Internationaal Springruiterfestival Rotterdam
Das Internationaal Springruiterfestival 1980 (auch: Jumping Festival, Rotterdam Show Jumping Festival) war das Festival der Springreiter, es wurde vom 13. bis 17. August 1980 in Rotterdam ausgerichtet. Es wird heute von der FEI als Weltmeisterschaft gewertet.
Bereits seit 1947 wird im Kralingse Bos, einem Wald östlich des Rotterdamer Zentrums, ein Reitturnier durchgeführt. Seit 1948 ist der CHIO Rotterdam das Nationenpreisturnier der Niederlande. Im Jahr 1980 wurde der alljährliche CHIO dann zum Festival der Springreiter aufgewertet.
Mit Rotterdam fiel die Wahl auf einen championatserfahrenen Austragungsort. Ein Jahr zuvor hatten hier die Europameisterschaften im Springreiten stattgefunden. Die Springreiter (Herren) richteten hier zudem bereits 1957 und 1967 ihre Europameisterschaften aus, die Springreiterinnen 1959.
Beim Festival von Rotterdam traten fast ausschließlich olympische Amateure an. Die führenden Nationen des Sports orientierten sich damit am zu diesem Zeitpunkt noch geforderten Amateurstatus bei den Olympischen Spielen. Es waren 57 Reiter aus 18 Nationen am Start. 13 Nationen stellten Equipen für die Mannschaftswertung. Zwei Tage vor Beginn des Festivals sagte die polnische Mannschaft ihre Teilnahme ab, weil die Pferde nicht fit gewesen seien. Auch die Sowjetunion zog ihre Teilnehmer zurück, begründet wurde dies mit technischen Problemen.

### Mannschaftswertung Springreiten
Im Nationenpreis, der Mannschaftsentscheidung des Springreiterfestivals, siegte Kanada, dessen Equipe nicht zu den Favoriten gehört hatte. Noch unerwarteter war der Gewinn der Bronzemedaille durch Österreich. Für die Österreicher wäre sogar Gold möglich gewesen. Doch dem späteren Siegerpaar der Einzelwertung, Hugo Simon mit Gladstone, unterliefen zwei Hindernisfehler.
| Platz                               | Land               | Reiter und Pferde                        | Strafpunkte (Gesamt) |
| 1                                   | Kanada             | Kanada                                   | 16,50                |
| ----------------------------------- | ------------------ | ---------------------------------------- | -------------------- |
|                                     |                    | James Elder mit Volunteer                |                      |
| Mark Laskin mit Damuraz             |                    |                                          |                      |
| Ian Millar mit Brother Sam          |                    |                                          |                      |
| Michel Vaillancourt mit Chivaz      |                    |                                          |                      |
| 2                                   | Großbritannien     | Großbritannien                           | 18,50                |
|                                     |                    | John Whitaker mit Mary Lou               |                      |
| Nick Skelton mit Maybe              |                    |                                          |                      |
| Graham Fletcher mit Preachan        |                    |                                          |                      |
| Tim Grubb mit Night Murmur          |                    |                                          |                      |
| 3                                   | Österreich         | Österreich                               | 20,00                |
|                                     |                    | Hugo Simon mit Gladstone                 |                      |
| Georg Riedl mit Weekend             |                    |                                          |                      |
| Thomas Frühmann mit Donau           |                    |                                          |                      |
| Roland Fischer mit Icarus           |                    |                                          |                      |
| 4                                   | BR Deutschland     | BR Deutschland                           |                      |
|                                     |                    | Paul Schockemöhle mit Deister            |                      |
| Peter Luther mit Livius             |                    |                                          |                      |
| Gerd Wiltfang mit Roman             |                    |                                          |                      |
| Ulrich Meyer zu Bexten mit Magister |                    |                                          |                      |
| 5                                   | Schweiz            | Schweiz                                  |                      |
|                                     |                    | Walter Gabathuler mit Harley             |                      |
| Willi Melliger mit Trumpf Buur      |                    |                                          |                      |
| Thomas Fuchs mit Snow King          |                    |                                          |                      |
| Max Hauri mit Beethoven             |                    |                                          |                      |
| 5                                   | Vereinigte Staaten | Vereinigte Staaten                       |                      |
|                                     |                    | Melanie Smith mit Calypso                |                      |
| Terry Rudd mit Semi Tough           |                    |                                          |                      |
| Norman Dello Joio mit Allegro       |                    |                                          |                      |
| Katie Monahan mit Silver Exchange   |                    |                                          |                      |
| 7                                   | Frankreich         | Frankreich                               |                      |
|                                     |                    | Gilles Bertrán de Balanda mit Galoubet A |                      |
| Frédéric Cottier mit Flambeau       |                    |                                          |                      |
| Jean-Marc Nicolas mit Seaman        |                    |                                          |                      |
| Hervé Godignon mit Fao de Biolay    |                    |                                          |                      |
| 8                                   | Australien         | Australien                               |                      |
| 9                                   | Niederlande        | Niederlande                              |                      |
| 10                                  | Belgien            | Belgien                                  |                      |
| 11                                  | Mexiko             | Mexiko                                   |                      |
| 12                                  | Schweden           | Schweden                                 |                      |
| 13                                  | Dänemark           | Dänemark                                 |                      |

### Einzelwertung Springreiten

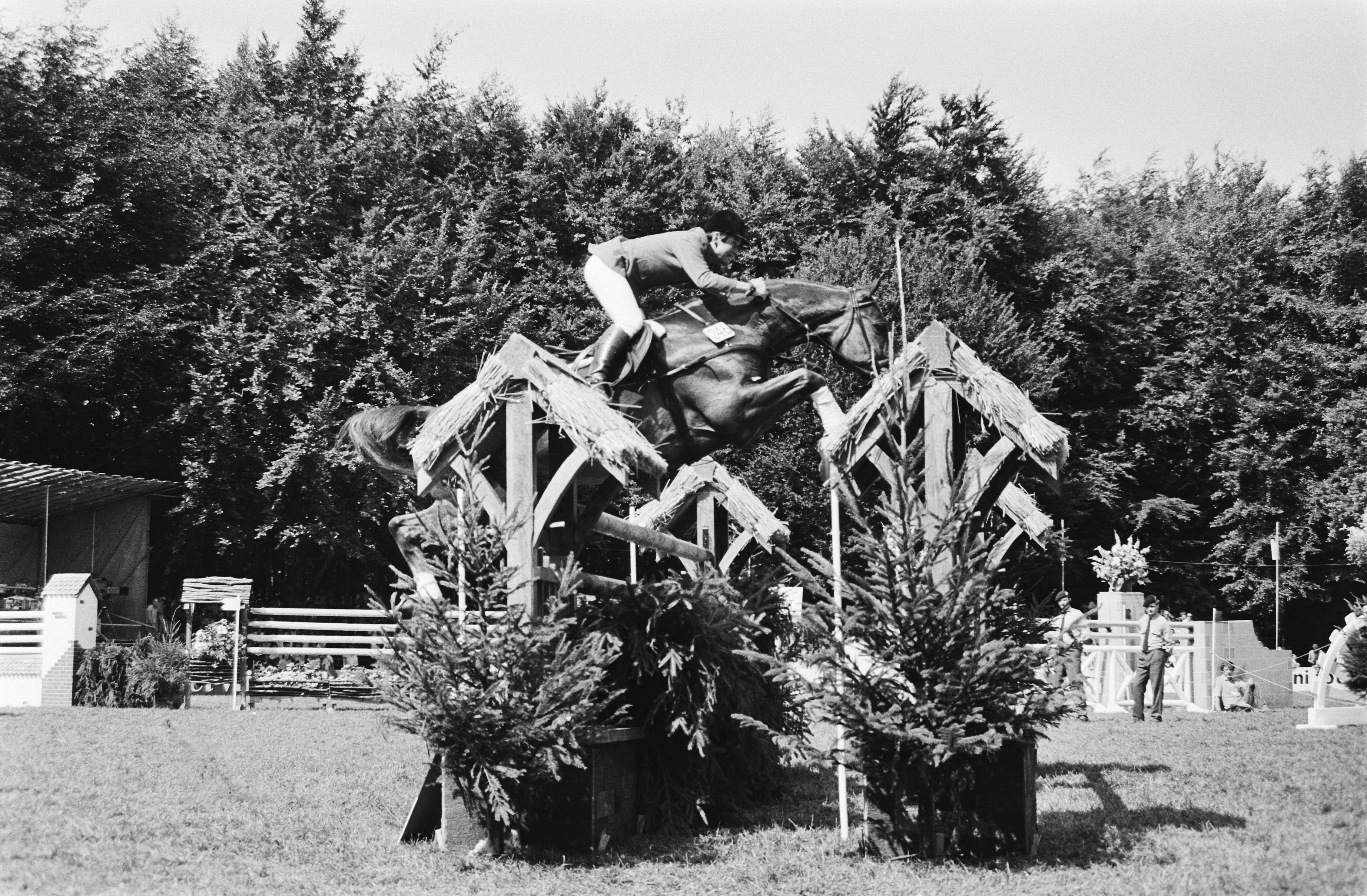
Sieger der Einzelwertung: Hugo Simon und Gladstone

Die Einzelwertung wurde im Rahmen des Großen Preises von Rotterdam ermittelt, der in diesem Jahr den Namenszusatz International Gold Cup trug. Hierbei handelte es sich um eine Springprüfung mit zwei Umläufen und Stechen.
Der Parcours des ersten Umlaufs war 700 Meter lang und umfasste 14 Hindernisse mit 17 Sprüngen. Als schwierigste Stelle erwies sich die dreifache Kombination aus Oxer, Steilsprung und einer Triplebarre als Aussprung. Der erste Umlauf wurde von den Reitern stark kritisiert, Francois Mathy bezeichnete ihn als lebensgefährlich.

„Was hier aufgebaut wurde, war rücksichtslos gegenüber Pferd und Reiter.“

Im zweiten Umlauf startberechtigt waren noch die besten 25 Reiter des ersten Umlaufs. Nach zwei Umläufen war keiner der Teilnehmer ohne Strafpunkte geblieben. Drei Reiter mit vier Strafpunkten qualifizierten sich für das Stechen. Die Qualifikation hierfür verpasste Paul Schockemöhle knapp, der mit Deister im ersten Umlauf etwas zu langsam gewesen war und zusätzlich zu vier Strafpunkten einen viertel Zeitstrafpunkt bekam. Auf den neunten Platz kam das mexikanische Paar Joaquín Pérez de la Heras und Alymony, das wenige Wochen vorher in Moskau die olympische Einzel-Bronzemedaille gewonnen hatte.
Im verkürzten Stechparcours bekamen John Whitaker und Melanie Smith jeweils wegen eines Hindernisfehlers erneut vier Strafpunkte. Hugo Simon als letzter Starter konnte den Parcours daher mit Gladstone ruhiger angehen. Er blieb ohne Springfehler, sodass seine Zeitüberschreitung (0,75 Zeitstrafpunkte) seinen Sieg nicht verhinderte.
| Rang | Reiter                        | Pferd              | Strafpunkte 1. Umlauf | Strafpunkte 2. Umlauf | Gesamt- ergebnis | Stechen     | Stechen |
| Rang | Reiter                        | Pferd              | Strafpunkte 1. Umlauf | Strafpunkte 2. Umlauf | Gesamt- ergebnis | Strafpunkte | Zeit    |
| ---- | ----------------------------- | ------------------ | --------------------- | --------------------- | ---------------- | ----------- | ------- |
| 1    | Hugo Simon                    | Gladstone          | 4,00                  | 0,00                  | 4,00             | 0,75        |         |
| 2    | John Whitaker                 | Ryan's Son         | 4,00                  | 0,00                  | 4,00             | 4,00        | 40,0 s  |
| 3    | Melanie Smith                 | Calypso            | 4,00                  | 0,00                  | 4,00             | 4,00        | 42,4 s  |
| 4    | Paul Schockemöhle             | Deister            | 4,25                  | 0,00                  | 4,25             |             |         |
| 5    | Jeff McVean                   | Autograph          | 2,25                  | 4,25                  | 6,50             |             |         |
| 6    | Walter Gabathuler             | Harley             | 4,00                  | 4,00                  | 8,00             |             |         |
| 7    | Willi Melliger                | Trumpf Buur        | 8,00                  | 0,00                  | 8,00             |             |         |
| 8    | Gilles Bertrán de Balanda     | Galoubet A         | 1,00                  | 8,00                  | 9,00             |             |         |
| 9    | Joaquín Pérez                 | Alymony            | 8,00                  | 4,00                  | 12,00            |             |         |
| 10   | Terry Rudd                    | Semi Tough         | 8,50                  | 4,00                  | 12,50            |             |         |
| 11   | James Elder                   | Volunteer          | 5,00                  | 8,00                  | 13,00            |             |         |
| 12   | Peter Luther                  | Livius             | 9,50                  | 4,00                  | 13,50            |             |         |
| 13   | Henk Nooren                   | Opstalan Shoreline | 12,50                 | 4,00                  | 16,50            |             |         |
| 14   | Mariane Gilchrist             | Goldray            | 9,00                  | 8,00                  | 17,00            |             |         |
| 15   | Kristian Maunula              | Kingsize           | 9,00                  | 8,00                  | 17,00            |             |         |
| 16   | Juan Antonio De Wit Guzmán    | Olimpico           | 13,00                 | 4,25                  | 17,25            |             |         |
| 17   | Eric Wauters                  | Winnetou           | 4,00                  | 16,25                 | 20,25            |             |         |
| 18   | Royne Zetterman               | Young Diamond      | 12,00                 | 12,00                 | 24,00            |             |         |
| 19   | José Oswaldo Méndez Herbruger | Pampa              | 14,00                 | 10,25                 | 24,25            |             |         |
| 20   | Alfonso Segovia               | Agamenon           | 12,50                 | 16,00                 | 28,50            |             |         |
| 21   | Jan-Olof Wannius              | Tredje Mannen      | 15,50                 | 16,75                 | 32,25            |             |         |
|      | …                             |                    |                       |                       |                  |             |         |
| 28   | Georg Riedl                   | Weekend            |                       |                       |                  |             |         |
|      | …                             |                    |                       |                       |                  |             |         |
| 32   | Thomas Fuchs                  | Snow King          |                       |                       |                  |             |         |

## Military: Festival international de concours complet de Fontainebleau
Als letztes der drei Festivals wurde das Festival international de concours complet de Fontainebleau 1980 vom 21. bis 24. August 1980 durchgeführt. Austragungsort war der Grand Parquet de Fontainebleau, eine im Wald von Fontainebleau gelegene Reitanlage, die sich gut drei Kilometer südwestlich des Zentrums von Fontainebleau befindet.
Für Fontainebleau war das Festival der Militaryreiter das erste internationale Championat. 29 Jahre später fand hier mit den Europameisterschaften die nächste Großveranstaltung im Vielseitigkeitsreiten statt. Daneben werden hier regelmäßig internationale Vielseitigkeits-Reitturniere durchgeführt, so von 2009 bis 2016 das französische Nationenpreisturnier.
Am Geländetag zählte das Festival 25.000 Besucher. Die Reiter und Pferde hatten an diesem Tag eine Strecke von 27,350 Kilometer zu bewältigen. Der Geländeritt war unterteilt in Wegstrecken, die Rennbahn-Phase und die Cross Country-Phase. Die Teilnehmer äußerten sich anerkennend über den Geländekurs, der einer olympischen Military angemessen gewesen wäre.

„…Eigentlich hatten wir noch keine Strecke internationalen Niveaus gesehen oder geritten, in die der Aufbauer so viele aparte Einfälle, so viele echte und nachdenkenswerte Alternativen eingearbeitet hat.“

Beim Festival von Fontainebleau waren 69 Reiter am Start, elf Nationen stellten eine Mannschaft.
Nach der Dressurphase lag die Mannschaft der Bundesrepublik Deutschland in Führung, auf Rang zwei folgte die US-amerikanische Equipe. Für den Geländetag war für die bundesdeutschen Reiter das Ziel, sicher im Ziel anzukommen und Kräfte für das Schlussviertel der Strecke zu sparen ausgegeben worden. Nachdem drei Paare diese Vorgabe umsetzen konnten, kam es beim letzten deutschen Starterpaar zum Sturz. Karl Schultz und Madrigal konnten jedoch nach damaligem Regelwerk den Kurs nach dem Sturz fortsetzen und beendeten den Kurs mit reduziertem Tempo. Jeweils 30 Prozent der Teilnehmer schieden am Geländetag aus oder blieben im Geländekurs fehlerfrei.
Die Mannschaft der Vereinigten Staaten brachte nur zwei Reiter in das Ziel. Da für ein Mannschaftsergebnis jedoch mindestens drei der vier Reiter das Ziel erreichen mussten, schied die US-Equipe aus. Gleiches galt für die Kanadier (Weltmeister 1978) und die in der Military dominierenden Briten. Die gastgebenden Franzosen übernahmen vor dem Springen die Führung. Im abschließenden Springen als letzter Phase der Military konnte Frankreich sich die Mannschafts-Goldmedaille sichern, auch die Bundesrepublik konnte den zweiten Platz nach dem Gelände bis zum Schluss halten. In der Einzelwertung konnten drei schon vorab als chancenreich eingeschätzte Reiter die Medaillen erringen: Gold ging ungefährdet an das Europameisterpaar von 1979, Nils Haagensen und Monaco, Silber und Bronze an die US-Amerikaner Wofford und Watkins.

### Mannschaftswertung Military
| Platz                            | Land           | Reiter und Pferde              | Minuspunkte (Gesamt) |
| 1                                | Frankreich     | Frankreich                     | 298,70               |
| -------------------------------- | -------------- | ------------------------------ | -------------------- |
|                                  |                | Armand Bigot mit Gamin du Bois |                      |
| Joël Pons mit Ensorceleuse II    |                |                                |                      |
| Jean-Yves Touzaint mit Flipper   |                |                                |                      |
| Thierry Touzaint mit Gribouille  |                |                                |                      |
| 2                                | BR Deutschland | BR Deutschland                 | 337,15               |
|                                  |                | Otto Ammermann mit Volturno    |                      |
| Rüdiger Schwarz mit Power Game   |                |                                |                      |
| Harry Klugmann mit Veberod       |                |                                |                      |
| Karl Schultz mit Madrigal        |                |                                |                      |
| 3                                | Australien     | Australien                     | 384,40               |
|                                  |                | Mervyn Bennett mit Regal Realm |                      |
| Wayne Roycroft mit Clouseau      |                |                                |                      |
| Philippa Glennan mit Rangefinder |                |                                |                      |
| Andrew Hoy mit Davey             |                |                                |                      |
| 4                                | Irland         | Irland                         |                      |
| 5                                | Niederlande    | Niederlande                    |                      |
|                                  |                | Martin Lips mit Baby Face      |                      |
| Simon de Jonge mit Upper Church  |                |                                |                      |
| Eddy Stibbe mit Autumn Haze      |                |                                |                      |
| Gerrit Lozeman mit Herman Kroton |                |                                |                      |

### Einzelwertung Military
| Rang | Reiter               | Pferd           | Minuspunkte |
| ---- | -------------------- | --------------- | ----------- |
| 1    | Nils Haagensen       | Monaco          | 59,50       |
| 2    | James C. Wofford     | Carawich        | 71,85       |
| 3    | Torrance Watkins     | Poltroon        | 75,00       |
| 4    | Joël Pons            | Ensorceleuse II |             |
|      | …                    |                 |             |
| 7    | Lucinda Prior-Palmer | Village Gossip  | 99,00       |
|      | …                    |                 |             |
| 9    | Helmut Rethemeier    | Santiago        |             |
| 10   | Otto Ammermann       | Volturno        |             |
| 11   | Rüdiger Schwarz      | Power Game      |             |
|      | …                    |                 |             |
| 21   | Harry Klugmann       | Veberod         |             |
|      | …                    |                 |             |
| 27   | Herbert Blöcker      | Contrast        |             |
| 28   | Karl Schultz         | Madrigal        |             |